# GSC2411-1663
GSC2411-1663 — хімічно пекулярна зоря спектрального класу A5, що має видиму зоряну величину в смузі V приблизно 10,7.